# Бальц, Хайко
Хайко Бальц (нем. Heiko Balz; род. 17 сентября 1969, Бург, Магдебург) — немецкий борец вольного стиля, призёр чемпионатов Европы и мира, серебряный призёр летних Олимпийских игр 1992 года в Барселоне, участник двух Олимпиад.

## Карьера
Выступал в тяжёлой (до 97-100 кг) и супертяжёлой (до 125—130 кг) весовых категориях. Серебряный (1992, 1994, 1996 годы) и бронзовый (1991) призёр чемпионатов Европы. Бронзовый призёр чемпионатов мира 1991 и 1993 годов.
На летних Олимпийских играх 1992 года в Барселоне Бальц победил иранца Казема Голами, грека Петроса Бурдулиса, эстонца Арви Аавика, южнокорейца Ким Тхэу, американца Марка Коулмана и стал победителем своей подгруппы. В финальной схватке немец уступил представителю объединённой команды Лери Хабелову и стал серебряным призёром Олимпиады.
На летних Олимпийских играх 1996 года в Атланте Бальц победил австралийца Роберта Рини, на затем потерпел два поражения подряд (от представителя Украины Дзамболата Тедеева и казаха Ислама Байрамукова), которые вывели его из борьбы за медали. В итоге на этой Олимпиаде немец стал 12-м.